# 察甘-哈格湖
察甘-哈格湖（俄语：Цаган-Хаг），是俄羅斯的鹹水湖，位於該國西南部，由卡爾梅克共和國負責管轄，處於埃利斯塔東南面36公里，長10公里、寬3.6公里，面積19.9平方公里，海拔高度30米。